# Rosheim
Rosheim è un comune francese di 5 312 abitanti situato nel dipartimento del Basso Reno nella regione del Grand Est.

## Società

### Evoluzione demografica
Abitanti censiti